# Вињали (Савона)
Вињали је насеље у Италији у округу Савона, региону Лигурија.
Према процени из 2011. у насељу је живело 13 становника. Насеље се налази на надморској висини од 470 м.